# Adam Geisler

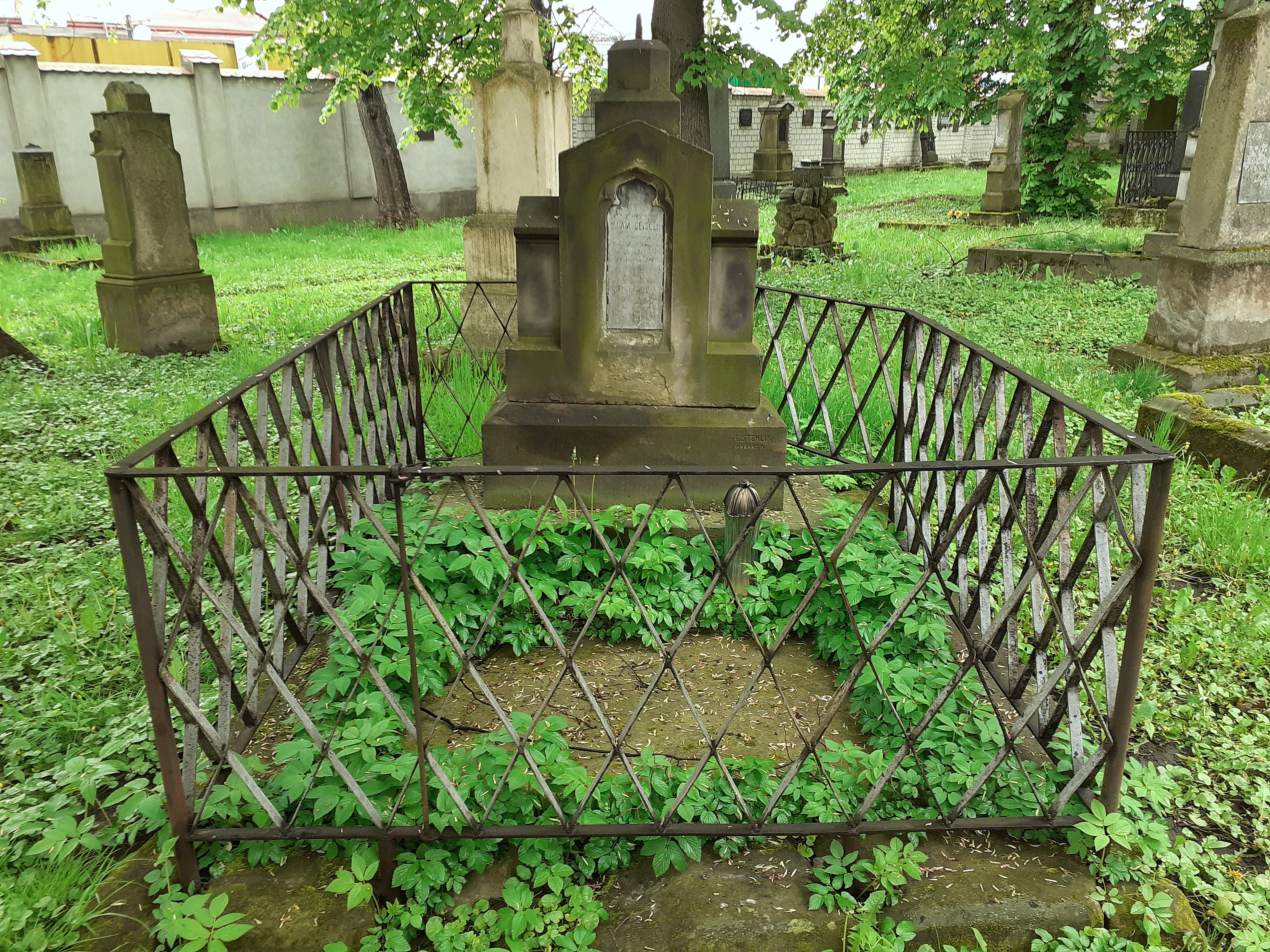
Nagrobek Adama Geislera

Adam Geisler (ur. 31 stycznia 1832 w Engelsbrunn, zm. 1 czerwca 1870) – galicyjski prawnik, adwokat krajowy.
Syn Michała i Elżbiety Zängerle. Żonaty z Zofią Niedzielską z Oświęcimia, następnie z Marią Irmą Trzcińską. W pierwszych wyborach samorządowych został wybrany do Rady Powiatu Rzeszowskiego. Był członkiem trzech komisji samorządowych: prawniczej, gminnej i drogowej. Został honorowym obywatelem miasta, gdyż już po upływie roku od śmierci 26-letniej żony i synka pracował dla dobra miasta. W 1869 roku pełnił obowiązki naczelnika miasta. Zmarł nagle rok później. Pochowany został u boku żony i syna na Starym Cmentarzu w Rzeszowie.